# Monte Yamantau
O Monte Yamantau (em russo:  Ямантау гора), é uma montanha localizada no sul dos Montes Urais, na república russa do Bascortostão. Possui uma altitude de 1640 metros e é a montanha mais alta da república do Bascortostão e da parte sul dos Urais.